# Oblates de Sant Francesc de Sales
Les Germanes Oblates de Sant Francesc de Sales, en francès Sœurs Oblates de Saint-François de Sales, són un institut religiós femení de dret pontifici. Els membres d'aquesta congregació religiosa posposem al seu nom les sigles O.S.F.S.

## Història
A mitjan segle xix, Troyes era un important centre industrial tèxtil on treballaven moltes obreres. El sacerdot Louis Brisson, per tal de garantir l'assistència espiritual i material a les joves obreres, va fundar una residència anomenada Obra Sant Francesc de Sales. Per gestionar la casa, Brisson s'adreçà a Marie de Sales Chappuis, superiora del monestir local de l'Orde de la Visitació, on ell mateix era capellà. La superiora envià dues novícies: Léonie Aviat (1844-1914) i Lucie Canuet, que foren autoritzades a deixar l'orde per fundar una nova congregació l'11 de juny de 1866.
El 30 d'octubre de 1868 Aviat i Canuet van rebre l'hàbit, i l'11 d'octubre de 1871 van fer els seus vots. La congregació de les Germanes Oblates de Sant Francesc de Sales es va estendre ràpidament per França, on va dedicar-se a la promoció social de les dones, especialment obreres. En 1883 començaren a fer apostolat missioner a Sud-àfrica i l'Equador.
Pius X va aprovar l'institut el 4 d'abril de 1911.

## Activitat i difusió
Les germanes es dediquen sobretot a l'educació de nenes i joves, a més de mantenir orfenats i residències, en l'espiritualitat salesiana.
Al final de 2005 hi havia 387 religioses en 53 cases. Són presents a Europa (Àustria, França, Alemanya, Itàlia, Suïssa), Àfrica (Namíbia, Sud-àfrica) i Amèrica (Colòmbia Equador, Estats Units). Ls seu general és a Troyes.